# Horror lovecraftià

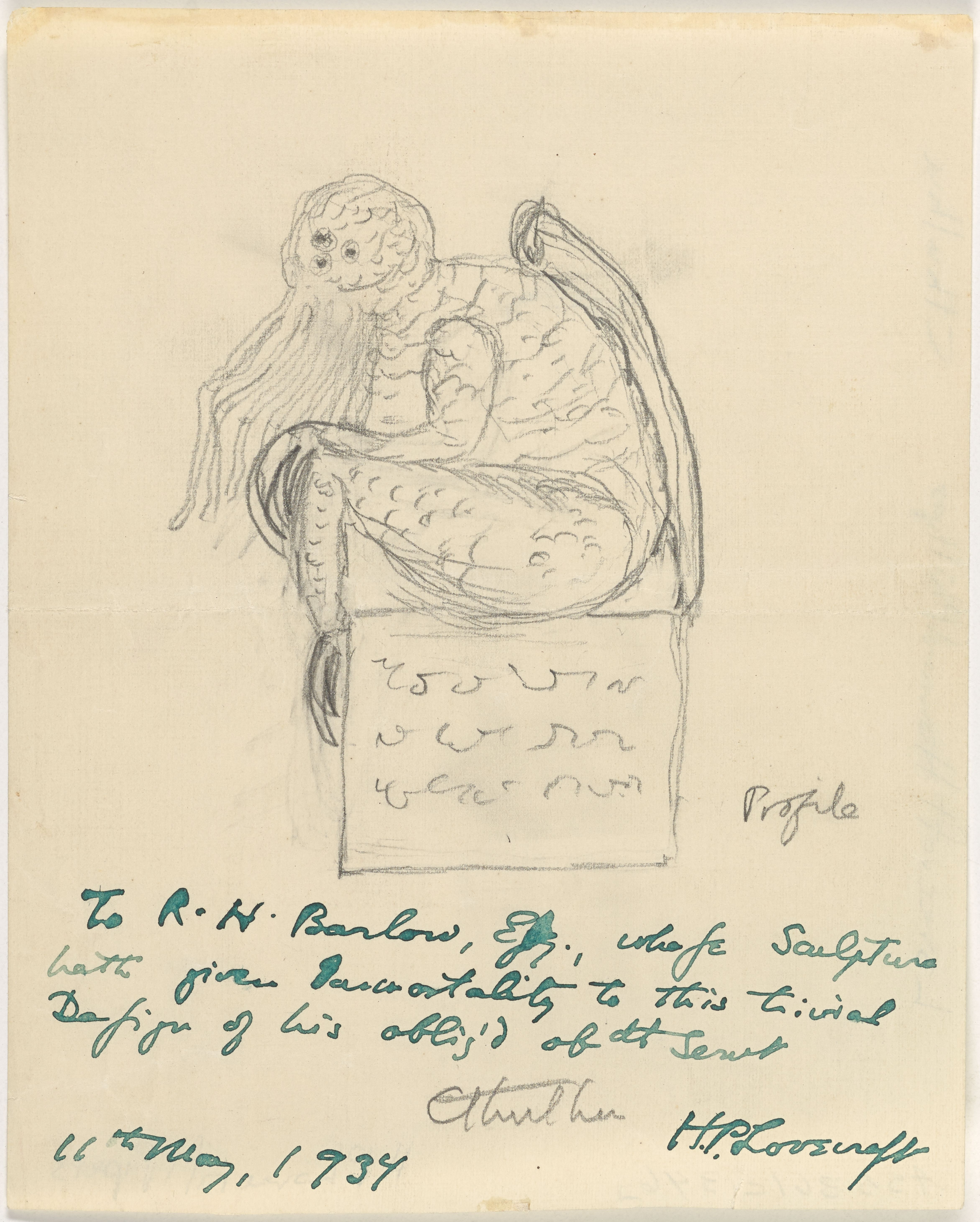
Un dibuix de Cthulhu, l'entitat còsmica central del conte primordial de Lovecraft, " The Call of Cthulhu ", publicat per primera vegada a la revista Pulp Weird Tales el 1928.

L'horror lovecraftià, de vegades anomenat indistintament com " horror còsmic ", és un subgènere de la ficció de terror i la ficció estranya que emfatitza l'horror d'allò incognoscible i incomprensible més que el gore o altres elements impactants.